# Lobeza
Lobeza is een geslacht van vlinders van de familie tandvlinders (Notodontidae).

## Soorten
- L. abdjesa Schaus, 1928
- L. aglone Herrich-Schäffer, 1855
- L. arnoula Schaus, 1928
- L. dentilinea Schaus, 1901
- L. fassli Dognin, 1922
- L. favilla Dognin, 1892
- L. friburga Draudt, 1932
- L. genebrarda Schaus, 1928
- L. gilberta Schaus, 1928
- L. gunthierna Schaus, 1928
- L. huacamaya Schaus, 1928
- L. irrorata Schaus, 1911
- L. lateralis Walker, 1856
- L. liparis Bryk, 1953
- L. maronia Schaus, 1928
- L. medina Schaus, 1928
- L. minor Schaus, 1906
- L. obliquilinea Schaus, 1920

- L. panchoya Schaus, 1939
- L. petropolia Schaus, 1928
- L. rhenia Schaus, 1928
- L. schausi Dognin, 1904
- L. smithi Druce, 1905
- L. suprema Schaus, 1894
- L. turnina Schaus, 1928
- L. venica Schaus, 1928